# Phare de Coakley Town
Le phare de Coakley Town est un phare inactif situé sur l'île d'Andros dans le district de North Andros, aux Bahamas.

## Histoire
Ce phare a été mis en service en 1895 sur la côte est de l'île à 5 km au nord d'Andros Town. Il est désormais[Depuis quand ?] inactif.

## Description
Ce phare  est une tour quadrangulaire crénelée en maçonnerie, surmontée d'une tourelle cylindrique de 9 m de haut. La tour est totalement blanche et la tourelle est cerclée de bandes rouges.
Identifiant : ARLHS : BAH-017 .

### Lien connexe
- Liste des phares des Bahamas